# Culicoides imicola
Culicoides imicola ist eine Mücke aus der Familie der Gnitzen.
Sie hat eine Masse von nur 1/1700 Gramm und ist hauptsächlich zwischen März und Oktober vor allem in den Morgen- und Abendstunden aktiv. Diese Angaben gelten zumindest für die gemäßigten Klimazonen der nördlichen Hemisphäre. In den Tropen und Subtropen ist sie wie alle Culicoides nachtaktiv. 
Die Flughöhe der Culicoides imicola beträgt nicht mehr als ca. 3 m.
Nur die Weibchen sind Blutsauger.
Diese Insekten vermehren sich an feuchten Stellen, wie z. B. auf Moorböden und unter Baumrinden. 

## Vorkommen
Wohl ursprünglich in den tropischen und Subtropischen Zonen Afrikas und Asiens beheimatet, hat sich diese Mücke im Verlaufe der globalen Erwärmung durch starke Winde und als blinder Passagier in Flugzeugen weltweit auch bis in die gemäßigten Zonen ausgebreitet.

## Culicoides imicola als Krankheitsüberträger
Die Culicoides imicola ist mittlerweile in vielen Teilen der Welt neben anderen blutsaugenden Insekten als Überträger (Vektor) von zwei verschiedenen Viren und den von ihnen ausgelösten Erkrankungen bekannt:
1. dem Blauzungenvirus (BTV), dem Erreger der bei Wiederkäuern, vor allem Schafen und Rindern auftretenden Blauzungenkrankheit,
2. dem African Horse Sickness Virus (AHS), dem Erreger der Afrikanischen Pferdepest.

Dieses blutsaugende Insekt nimmt das im Blut eines bereits infizierten Tieres zirkulierende Virus während des Saugaktes auf. Nach einem biologischen Vermehrungszyklus des Virus in dem Insekt, bei dem das Virus auch in die Speicheldrüse gelangt, überträgt sie es bei der nächsten Nahrungsaufnahme auf ein anderes ggf. noch nicht infiziertes Tier.